# 中格拉摩根郡

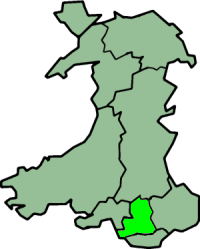
中格拉摩根郡

51°48′58″N 3°22′05″W / 51.816°N 3.368°W
中格拉摩根郡（英語：Mid Glamorgan）是英國威爾斯的一個郡，設立於1974年。在1974年至1996年期間，中格拉摩根郡曾經設有郡議會。中格拉摩根郡轄設有六個區。郡政府的辦公地點位於格拉摩根大廈。